# Joseph Tiefenthaler
Joseph Tiefenthaler (ur. 27 sierpnia 1710 w Bolzano, zm. 5 lipca 1785  w Lucknow, znany także jako Tieffenthaler lub Tieffentaller) – austriacki geograf, misjonarz i jezuita. Jest znany z działalności misyjnej w Indiach i z prac geograficznych dotyczących tego kraju. Interesował się również religioznawstwem, astronomią, językoznawstwem i naukami przyrodniczymi.

## Życiorys
Urodził się w Bolzano, w hrabstwie Tyrolu, należącego wówczas do imperium habsburskiego. Niewiele wiadomo na temat jego rodziny, wczesnego okresu życia i edukacji, poza tym, że studiując, spędził dwa lata w Hiszpanii. 9 października 1729 roku wstąpił do zakonu jezuitów, a w 1740 roku uzyskał pozwolenie na wyjazd na misję do Indii. Działał głównie na terenie państwa Wielkiego Mogoła. Zaraz po przybyciu do Goa został mianowany rektorem kolegium jezuickiego w Agrze, która służyła misjonarzom za centrum. W 1737 roku został przeniesiony do Narwar, gdzie przebywał przez osiemnaście lat. W 1759 roku Markiz Pombal wygnał jezuitów ze wszystkich terenów kontrolowanych przez Portugalczyków i Tiefenthaler musiał przenieść się do północnych Indii. Odbył wówczas podróż wzdłuż Gangesu do Kalkuty. W 1778 roku dowiedział się o rozwiązaniu zakonu jezuitów przez papieża Klemensa XIV. Mimo to pozostał w Indiach. Zmarł w 1785 roku w Lucknow
Miał duży talent do języków, potrafił posługiwać się łaciną, włoskim, niemieckim, hiszpańskim i francuskim. Szybko nauczył się również wschodnich języków: arabskiego, perskiego, hindustani i sanskrytu. Napisał kilka prac o tematyce geograficznej, dotyczących Indii. Jedną z najważniejszych była Descriptio Indiae, która zawierała opisł dwudziestu dwóch prowincji indyjskich. Opisywała miasta, fortece oraz niektóre mniejsze miejscowości. Zawierała również ich współrzędne geograficzne, które Tiefenthaler sam obliczył. W jej skład wchodziło wiele map i planów, przedstawiających poszczególne regiony i osady. Inną ważną pracą Tiefenthalera była Cursus Gangae fluvi Indiae maximi, inde Priaga seu Elahbado Calcuttam usque ope acus magneticae exploratus atque litteris mandatus, która opisywała tereny leżące w dolinie Gangesu. Ponadto zawierała ona wiele map o wymiarach 4,572 × 4,572 metrów. Bernoulli nazwał tę publikację  "zadziwiającą pracą". Kolejną ważną publikacją geograficzną był opis indyjskich dorzeczy.
Interesowały go głównie geografia, ale zajmował się także innymi dziedzinami nauki.  Pasjonowały go indyjskie wierzenia i napisał o nich kilka prac, między innymi Brahmanism, krytykującą poglądy angielskiego badacza Aleksandra Dow. Zawierały one opisy i rozważania dotyczące wierzeń Hindusów i ich pochodzenia. Poświęcał również uwagę parskiemu zoroastryzmu i indyjskim muzułmanom. Nie ograniczał się do suchych opisów, poruszał także kwestie wzajemnych stosunków między wyznawcami tych religii. W orbicie jego zainteresowań leżała również astronomia. Amatorsko obserwował plamy na Słońcu. Pisał również prace dotyczące hinduskiej astronomii, astrologii i kosmologii. Część jego prac była poświęcona florze i faunie Indii. Był również autorem kilku dzieł historycznych, które pisał w różnych językach. Po łacinie powstała praca o pochodzeniu Hindusów. Po niemiecku napisał relację o ekspedycji Nadir Szacha do Indii. Biografia Wielkiego Mogoła Szacha Alama została spisana po persku, po francusku zaś opisał najazdy Afganów i podbój Delhi. Jako językoznawca napisał pracę o wariancie perskiego, używanego przez Parsów, opracował także słownik który umożliwiał tłumaczenia z sanskrytu na język Parsów.
Rękopisy swoich prac Tiefenthaler wysyłał niemieckiemu uczonemu, Christianowi Kratzensteinowi i Abrahamowi Anquetil-Duperron, który był geografem i orientalistą. Anquetil-Duperron wielokrotnie pochlebnie wyrażał się o Tiefenthalerze i wydawał jego pracę. W 1784 roku dokonał edycji części z nich i opublikował je pod tytułem Carte général du cours du Gange et du Gagra dressée par les cartes particuliéres du P. Tieffenthaler. Dwa lata później, w ten sam sposób, ukazało się Recherches hist. et géogr. sur l'Inde. Kratzenstein umożliwił wgląd do rękopisów Tiefenthalera Bernoulliemu, który poszedł w ślady  Anquetila-Duperrona i również dokonał ich edycji i publikacji. Między 1785 a 1787 rokiem w Berlinie i w Gocie ukazała się trzytomowa praca pod tytułem Des Pater Joseph Tieffenthalers d. Ges. Jesu. und apost. Missionarius in Indien historisch-geographische Beschreibung von Hindustan. Została ona później przetłumaczona na francuski i rozszerzona o inne rękopisy. Wydano ją w Paryżu między 1786 a 1791 rokiem, w czterech tomach. Prawdopodobnie niepublikowane dotychczas rękopisy Tiefenthalera znajdują się w Paryżu i Kopenhadze.